# Area archeologica di Matzanni
L'area archeologica di Matzanni è un complesso di edifici sacri di età nuragica e punica situato a Vallermosa, nella città metropolitana di Cagliari, al confine con i comuni di Iglesias e Villacidro.

## Descrizione
Il complesso nuragico, situato a 700 m. sul livello del mare nel comune di Vallermosa, è composto da tre pozzi sacri nuragici e capanne circolari del medesimo periodo, databili alla tarda età del bronzo e all'età del ferro. In epoca punica venne edificato nei pressi dell'area sacra protosarda il tempio di Genna Cantoni, all'interno del comune di Iglesias, costruito con blocchi di calcarenite e di pianta m 7 x 12.
Il sito ha restituito una coppa di produzione etrusca, punte di lancia e un bronzetto detto "barbetta" per via della particolare acconciatura. Resti di ceramiche e una moneta di Antonino Pio testimoniano la frequentazione in epoca romana.